# Andrés Iniesta (zapaśnik)
Andrés Iniesta Pacheco (ur. 22 stycznia 1974 w Albacete)) – hiszpański zapaśnik walczący w stylu wolnym. Olimpijczyk z Barcelony 1992, gdzie zajął czternaste miejsce w wadze koguciej. 
Zajął jedenaste miejsce na mistrzostwach Europy w 1992. Szósty na igrzyskach śródziemnomorskich w 1993 roku.

## Letnie Igrzyska Olimpijskie 1992
| Konkurencja      | Rundy eliminacyjne     | Rundy eliminacyjne | Rundy eliminacyjne       | Klas. końcowa |
| Konkurencja      | Przeciwnik I           | Przeciwnik II      | Przeciwnik III           | Miejsce       |
| ---------------- | ---------------------- | ------------------ | ------------------------ | ------------- |
| 57 kg styl wolny | Remzi Musaoğlu (TUR) P | wolny los Z        | Alejandro Puerto (CUB) P | 14.           |